# Upplands runinskrifter 1157
Upplands runinskrifter 1157 är en vikingatida runsten av granit i Isby, Simtuna socken och Enköpings kommun. 
Runstenen är 1,35 gånger 1,1 meter med en runhöjd på 5-8 centimeter. Ristningen är inte signerad men torde vara utförd av Erik.

## Inskriften
Translitterering av runraden:
þurstain + raisti + stain + þina + aftir + halftan × kuþ halbi + ant × hans
Normalisering till runsvenska:
Þorstæinn ræisti stæin þenna æftiʀ Halfdan. Guð hialpi and hans.
Översättning till nusvenska:
Torsten reste denna sten efter Halvdan. Gud hjälpe hans ande.